# Mehdi Rabbani
Mehdi Rabbani (en persa: مهدی ربانی;(?,?-13 de junio de 2025) fue un general de brigada iraní del Cuerpo de la Guardia Revolucionaria Islámica (CGRI). Se desempeñó como subjefe de Operaciones del Estado Mayor de las Fuerzas Armadas de la República Islámica de Irán desde 2016 hasta su fallecimiento en 2025, al inicio de la guerra Irán-Israel.

## Carrera
Rabbani comenzó su carrera militar durante la guerra Irán-Irak como miembro del Cuerpo de la Guardia Revolucionaria Islámica (CGRI). Desde mediados de la década de 1990 hasta 2001, comandó la base de Najaf Ashraf. Luego se desempeñó como comandante de la base de Samen-Ol-A'emeh de 2001 a 2004, al tiempo que dirigió la 5° División Nasr y actuó como el comandante del CGRI en la provincia de Jorasán.
Entre 2005 y 2012, se desempeñó como comandante adjunto del cuartel Sarallah, y de 2011 a 2016, fue adjunto de operaciones del CGRI. Desde septiembre de 2016 hasta junio de 2025, fue adjunto de operaciones del Estado Mayor General de las Fuerzas Armadas de la República Islámica de Irán.